# Édouard Alphonse James de Rothschild
Édouard Alphonse James de Rothschild (Pariz, 24. veljače 1868. – Pariz, 30. lipnja 1949.), francuski plemenitaš, bankar i poduzetnik iz francuske grane bogate bankarske obitelji Rothschild.
Bio jedini sin baruna Mayera Alphonsea Jamesa de Rothschilda (1827. – 1905.) i Leonora de Rothschild (1837. – 1911.), kćerke Lionela de Rothschilda (1808. – 1879.) iz britanske grane obitelji Rothschild.
Poslije očeve smrti 1905. godine preuzeo je upravljanje obiteljskom bankom de Rothschild Frères, zajedno s rođacima Robertom Philippeom (1880. – 1946.) i Mauriceom (1881. – 1957.). Od oca je naslijedio i udio u vinogradarskom imanju Château Lafite Rothschild  te zbirku vrijednih umjetnina. Po izbijanju Drugog svjetskog rata izbjegao je s obitelji iz Francuske pred nadolazećom okupacijom od nacističke Njemačke. Privremeno utočište pronašao je u Lisabonu, glavnom gradu Portugala, odakle je sa suprugom otputovao u New York City. Nakon oslobođenja Francuske 1944. godine, vratio se sa suprugom u Francusku, gdje je proživio ostatak života.
Godine 1905. oženio je Germaine Alice Halphen (1884. – 1975.), s kojom je imao četvero djece:
- Édouard Alphonse Émile Lionel (1906. – 1911.)
- Guy Édouard Alphonse Paul (1909. – 2007.)
- Jacqueline Rebecca Louise (1911. – 2012.)
- Bethsabée Louise Émilie Béatrice (1914. – 1999.)